# Los pecados de Teodora
Los pecados de Teodora (en inglés: Theodora Goes Wild), es una película estadounidense de comedia alocada de 1936, con guion de Sidney Buchman y Mary McCarthy, dirigida por Richard Boleslawski y protagonizada por Irene Dunne y Melvyn Douglas. La película  cuenta la historia de los residentes de un pequeño pueblo que están indignados por una novela subida de tono, sin saber que el libro fue escrito bajo un pseudónimo por un miembro de la familia principal del pueblo. La película fue nominada a un Premios Óscar en la categoría de Mejor montaje de película e Irene Dunne fue nominada en la categoría de Mejor actriz en un papel protagónico.
Orson Welles adaptó la historia para un episodio de The Campbell Playhouse del 14 de enero de 1940, con Loretta Young como Theodora.

## Argumento
Lynnfield es una pequeña ciudad mojigata y represiva que se siente turbada ante la publicación de una atrevida novela llamada 'El pecador'. La autora es Theodora Lynn (Irene Dunne), una escritora que firma con el sobrenombre de Caroline Adams, y que pertenece a una influyente familia. Ante el miedo a ser descubierta como la autora del libro, Theodora viaja a Nueva York para negociar con el publicista. Pero en el camino conoce al ilustrador de portadas Michael Grant, del que se enamora.

## Reparto
- Irene Dunne como Theodora Lynn / Caroline Adams:
- Melvyn Douglas como Michael Grant:
- Thomas Mitchell como Jed Waterbury:
- Thurston Hall como Arthur Stevenson:
- Rosalind Keith como Adelaide Perry:
- Elisabeth Risdon como Mary Lynn:
- Margaret McWade como Elsie Lynn:
- Spring Byington como Rebecca Perry:
- Nana Bryant como Ethel Stevenson:
- Henry Kolker como Henry Grant:
- Leona Maricle como Agnes Grant:
- Robert Greig como John Lynn:

## Recepción
En 1937, Graham Greene escribiendo para The Spectator le dio a la cinta una buena crítica, comparando la comedia ligera de la película con El secreto de vivir y comentando que la actuación de Dunne se había «reorganizado» y mejorado considerablemente desde sus películas anteriores y que ahora «aparecía como uno de las mejores cómicas de la pantalla».